# Manuel Viola

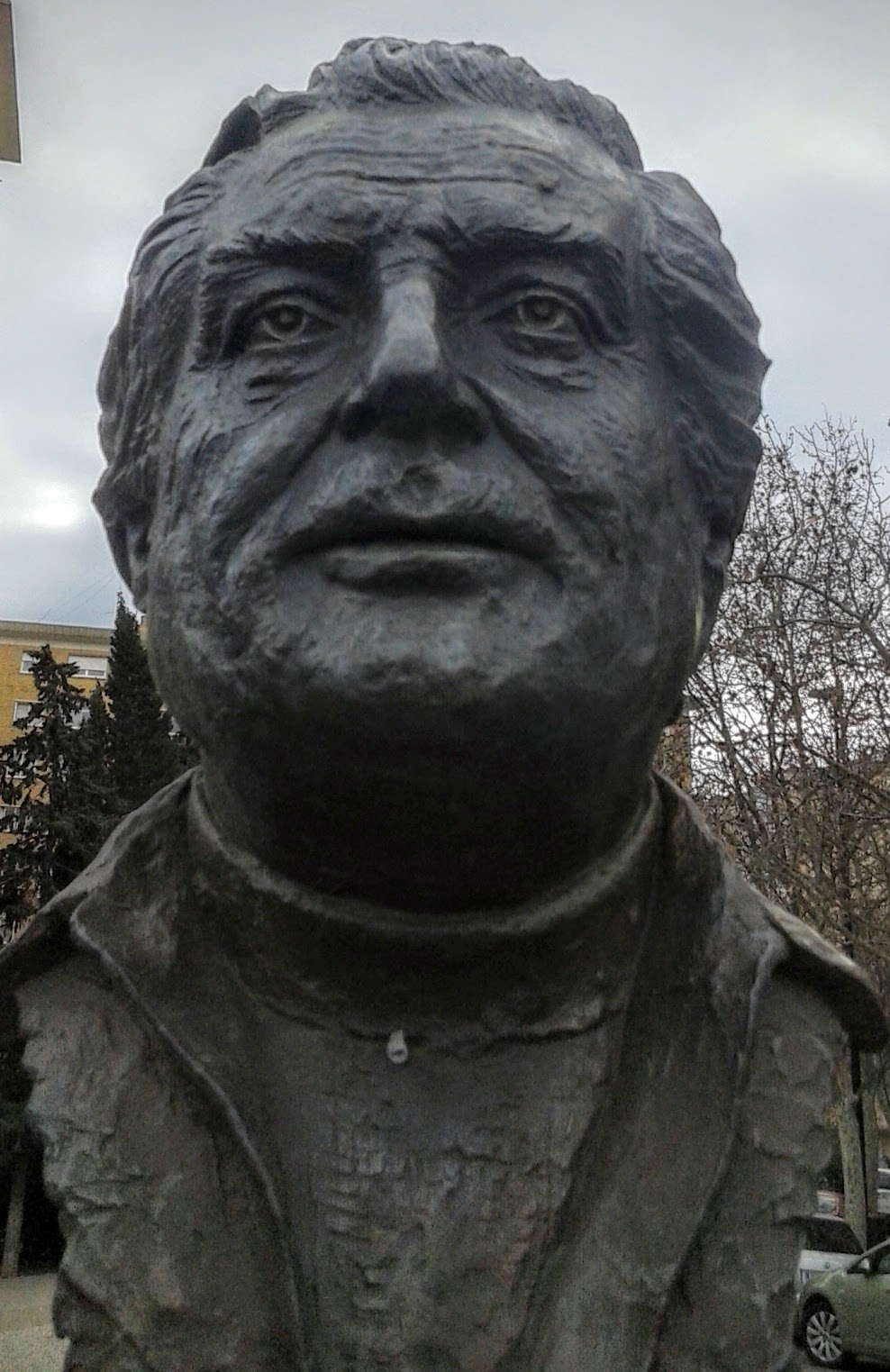
Manuel Viola

José Viola Gamón (* 18. Mai 1916 in Saragossa; † 8. März 1987 in San Lorenzo de El Escorial (Madrid)) auch genannt Manuel Viola, war ein spanischer abstrakter Maler, der zur Gruppe „El Paso“ gehörte. 
Seine Malerei, die hauptsächlich in Aragonien entstand, zeichnet sich durch informelle und koloristische Behandlung aus und ist im Zusammenhang mit der spanischen Avantgarde der 1950er Jahre zu sehen.

## Leben und Werk
Viola begann sein Studium an der philosophischen Fakultät von Barcelona noch vor dem spanischen Bürgerkrieg (1936–1939). Bereits zuvor hatte er sich autodidaktisch weitergebildet. Seine ersten Zeichnungen stammen aus dieser Epoche. Er interessierte sich für Kunst und Literatur und war Gründungsmitglied der surrealistischen Zeitschrift Art. Zudem gehörte er in Barcelona zur Gruppe Amigos de las Artes Nuevas (ADLAN).
Während des spanischen Bürgerkrieges (1936–1939) schloss sich Viola der Arbeiterpartei der Marxistischen Einheit (POUM) an. Nach dem Krieg brach er als politischer Flüchtling nach Frankreich auf. Dort kämpfte er gegen die Achsenmächte und schrieb surrealistische Gedichte für die Zeitschrift La main à plume. In Paris beteiligte sich  Viola als Maler an den Ausstellungen der „Pariser spanischen Schule“. 1949 ging er zurück nach Spanien, verlor jedoch nie den Kontakt mit den spanischen Künstlern in Paris.
Ab 1958 kann man bei Viola von einem entwickelten persönlichen Stil sprechen, der sich insbesondere durch einen ausdrucksstarken gestischen Expressionismus auszeichnete. Gleichzeitig stieß er zur Gruppe El Paso, der unter anderem der Maler Antonio Saura und der Bildhauer Pablo Serrano angehörten, beide ebenfalls aus Aragonien.